# かんざらしに恋して
『かんざらしに恋して』（かんざらしにこいして）は、NHK長崎放送局制作による「長崎発地域ドラマ」として、NHK BSプレミアムで2019年2月6日 21:00 - 21:59に放送された日本のテレビドラマ。
長崎県島原市に「地域おこし協力隊」として雇われ東京からやって来たヒロインが、20年前に閉店した島原の伝統的な和菓子「かんざらし」の名店を復活させるべく奮闘する姿を描く。
荒井修子作、貫地谷しほり主演で、遠藤憲一、島原市出身の宮﨑香蓮、長崎市出身の長濱ねる（当時、欅坂46）が共演した。東京ドラマアウォード2019ローカル・ドラマ賞受賞作。
地上波ではNHK総合テレビ（長崎県域）にて2019年9月13日に初放送。さらに東京ドラマアウォード2019ローカル・ドラマ賞受賞を受けてNHK総合にて2020年2月1日に全国放送され、放送終了後よりNHKのドラマでは初の事例となるTVerでの無料配信が行われた。

## あらすじ
東京から地域おこし協力隊として島原市に雇われた桐畑瑞樹は、島原の名物「かんざらし」の名店で20年前に閉店した「銀流」復活プロジェクトをまかされる。しかし担当課の職員・八田健一は愛想がいいが頼りにならず、肝心のかんざらしのレシピも不明。瑞樹は自己流でかんざらしを作り、銀流の開店を迎える。店には長蛇の列ができ、復活プロジェクトは成功したに見えたが、自治会長の陣吉は「銀流の味ではない」「（かつての銀龍のものは）白玉が浮いていて、汁もゴクゴク飲めた」と文句をつける。瑞樹は試行錯誤を続けるが、白玉が浮くかんざらしが作れない。
瑞樹は八田の勧めで地元のラジオに出演するが、それをきっかけにSNSで炎上、役所にもクレームが相次ぐ。八田は別のプロジェクトの担当もさせられ、銀流に顔を出せなくなる。瑞樹は夫の公介に離婚届を置いて移住していたが、八田にばれ喧嘩となる。
瑞樹は以前店の前で出会った老女・小野寺千草を訪ねる。小野寺は銀流で働いたことがあり、息子の秋生は八田の同級生で雲仙普賢岳の火砕流で亡くなっていた。小野寺の教えで、瑞樹は銀流のかんざらしを再現、八田や頑固な陣吉を唸らせる。再び活気づく店に公介があらわれ、瑞樹は夫婦そろっての移住が叶う。

## 登場人物
桐畑瑞樹
演 - 貫地谷しほり
地域おこし協力隊員。東京出身。島原のかんざらしの名店「銀流」の復活を担当する。
本作のヒロイン。
八田健一
演 - 遠藤憲一
島原市のおもてなし課の職員。銀流の担当。
小野寺千草
演 - 樫山文枝
銀流のかんざらしの秘密を知る人物。
保科舞香
演 - 長濱ねる（欅坂46〈当時〉）
銀流のアルバイト店員。
酒井かつ子
演 - 和泉ちぬ
銀流の店員。
為永太郎
演 - 前野朋哉
島原市の最年少の市長。
松尾綾子
演 - 宮﨑香蓮
八田と同じ島原市のおもてなし課の職員。
陣吉じいさん
演 - 田中がん
銀流の地区の自治会長。
桐畑公介
演 - 黄川田将也
瑞樹の夫。

## スタッフ
- 作 - 荒井修子
- 演出 - 佐藤玲衣
- 制作統括 - 山中賢一
- 音楽 - 木村秀彬
- 撮影協力 - 島原市
- 島原ことば指導 - 宮﨑香蓮
- 制作・著作 - NHK長崎放送局

## 製作

### モデルとなった店
ドラマに登場する「銀流」のモデルになった店は、長崎県島原市に実在する名店「銀水」（長崎県島原市白土桃山2丁目1093）である。
店主の死去にともない1998年に閉店するものの、惜しむ声の高まり受けて2016年8月に浜の川湧水観光交流館「銀水」として店を再開させた島原市の地域おこし協力隊員の実話を基に、荒井修子が脚本を執筆した｡ 
実際にロケ地としても使用され、劇中に出てくる「かんざらし」も銀水のものを元にしている。

## 受賞歴
- 東京ドラマアウォード2019 ローカル・ドラマ賞[3][10]